# Prawo łowieckie

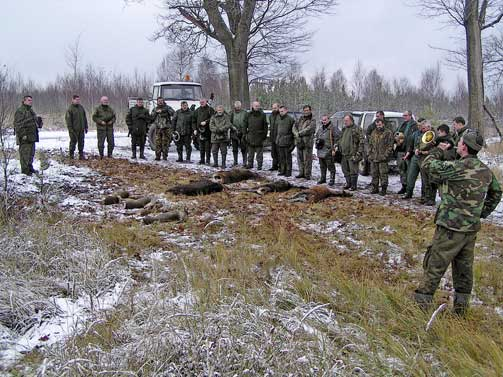
Pokot kończący polowanie zbiorowe

Ustawa z dnia 13 października 1995 r. Prawo łowieckie – dział prawa administracyjnego. Obejmuje przepisy regulujące planowe gospodarowanie, tj. hodowlę i ochronę zwierzyny łownej, racjonalne planowanie oraz wprowadzanie zwierzyny łownej do obrotu gospodarczego.

## Ustawa Prawo łowieckie
W Polsce prawo łowieckie reguluje ustawa z 13 października 1995 r. Prawo łowieckie nowelizowana wielokrotnie. Ostatnia zmiana weszła w życie w 2025.

## Kontrowersje
W ustawie z 20 grudnia 2019 r. o zmianie niektórych ustaw w celu ułatwienia zwalczania chorób zakaźnych zwierząt, zwaną potocznie lex Ardanowski, znalazł się kontrowersyjny przepis wprowadzający do ustawy Prawo łowieckie nowy typ przestępstwa, polegający na celowym utrudnianiu lub uniemożliwianiu wykonywania polowania, przewidujący grzywnę, ograniczenie albo pozbawienia wolności do roku. Zdaniem ekspertów przepis ten może stwarzać pole do nadużyć, a w konsekwencji nawet ograniczyć obywatelom dostęp do lasu.
Emocje budzi także uchwalona 1 kwietnia 2018 r. nowelizacja ustawy zakładająca m.in. zakaz udziału dzieci do 18. roku życia w polowaniu. W opinii przeciwników tego zakazu narusza on konstytucyjne prawo do wychowania dzieci przez rodziców zgodnie ze swoimi przekonaniami. Zwolennicy podtrzymania zakazu wskazują na potrzebę ochrony dzieci przed pokazywaniem przemocy i zadawania cierpienia zwierzętom oraz prawo dziecka do harmonijnego rozwoju, który udział w polowaniu może zaburzać.